# 銘木
銘木（めいぼく）とは、木材や板材のうち、稀少な杢があるものや、材種自体に希少価値のあるものを指す。特に杢に関してはケヤキの玉杢や、トチの縮み杢などが分かりやすい銘木である。馴染みのある杉材であっても、樹齢や木目の風合いで銘木となる。合板やプリントで表現される場合もある。

## 主な銘木

### 唐木
インド南部、タイ、ラオス、ベトナムなどの熱帯産樹種であるが、遣唐使によって唐より伝来したため唐木（からき、とうぼく）と呼ばれる。中でも、紫檀（シタン）、黒檀（コクタン）、鉄刀木（タガヤサン）は「唐木三大銘木」とされ、重硬で緻密な材質であり、古くから銘木として珍重されてきた。現在では、東南アジアから直接輸入される高級木材の総称である。
シタン
マメ科の広葉樹。ローズウッドのひとつ。ブラジル産の物をブラジリアン・ローズウッドと呼び、ベルサイユ宮殿のルイ14世の玉座に使われるなど、ヨーロッパでは、高級家具の材料として珍重されてきたが、現在はワシントン条約で、絶滅危惧種に指定されている。
コクタン
カキノキ科の広葉樹。一般によく知られる代表的な銘木。非常に重く、黒いものほど高級とされる。
ビャクダン
ビャクダン科の広葉樹。芳香が特徴で香木として珍重されてきた。
カリン
マメ科の広葉樹。現在唐木の中で最も流通が安定しており手に入りやすい。瘤材の複雑な杢は、大変美しく愛好家に珍重される。バラ科のカリンとは、別種である。
タガヤサン
マメ科の広葉樹。杢目が非常に美しい。杢目を出すために薬品加工されることがある。

### 世界三大銘木
明治時代以降ヨーロッパ家具などで使われていた、ヨーロピアン・ウォルナット、チーク、キューバン・マホガニーを「世界三大銘木」と呼ぶようになった。
ヨーロピアン・ウォールナット
クルミ科の広葉樹。ヨーロッパのほぼ全域に生育しており、トルコなどでも見られる。また、同種の木が中国や中東にも分布する。
チーク
クマツヅラ科の広葉樹。三大銘木の頂点と称されることもある。インド、タイ、ミャンマー産の天然物が良質とされるが、中でもミャンマーのチークは油分が多く重宝されるが、伐採が規制されている。
キューバン・マホガニー（Swietenia mahagoni）
センダン科の広葉樹。1946年にはキューバ政府がマホガニーを輸出禁止とし、現在では南米の全ての種がワシントン条約によって取引が制限されている。

### 埋れ木
埋れ木（うもれぎ）とは、倒木が水や火山灰や土砂などに埋没し、酸素が遮断されることで、菌や虫などによって腐敗することなく、長い年月を経て、半ば炭化した木材のことである。炭化により材質は脆く、やや青がかった灰色をしている。炭化がさらに数万年進んだ物は石炭となる。樹種は平地に生える木が多く、主に杉（すぎ）、榧（かや）、楢（なら）、桂（かつら）などが採掘される。「神代（じんだい）」とも呼ばれ、杉は「神代杉」などと呼ばれる。非常に希少価値の高い銘木である。

### その他の銘木
スネークウッド（Snakewood、学名：Brosimum guianense（ドイツ語版））
クワ科の広葉樹で、南米のギニア周辺の出材。入手は極めて困難で、高価である。蛇の鱗のような独特の杢が特徴で、この木で作られたステッキは「ステッキの王者」と呼ばれている。各国の王室や貴族でステータスシンボルとされてきた。文字が書かれているようにも見えるため「レターウッド」（Letterwood）とも呼ばれている。気乾比重が1.3を越える材もあり、大変重い。
ナンテン
メギ科の広葉樹。成長が遅く、大径木は入手が困難である。「難を転じる」とされ、縁起物として箸などに使われる。
木曽檜（きそひのき）
ヒノキ科の針葉樹。檜は、反りが少なく水に強く耐久性があり、防虫効果があるなど、建材として優れた性質を持っている。中でも木曽産の檜は、世界的に優秀な針葉樹の木材とされ、日本を代表する木材のブランドである。詳細は木曽五木を参照のこと。
黒柿（くろがき）
カキノキ科の広葉樹。まれに柿の木（マメガキ）の幹の心材部にタンニンが溜まり、黒い模様の入った材木があり、「黒柿（くろがき）」と呼ばれる。出現するのは1万本に1本ともいう。外見は普通の柿の木と同じで、伐採しないと見つからないため、非常に希少価値が高く、その美しさから「銘木中の銘木」と称される。茶道具や床柱などに使われる。中の模様に沿って緑色の筋が入った物は一級品とされる。非常に高価な為、代用で似た模様であるムラサキ科のジリコテ（シャム柿、学名：Cordia dodecandra）が使われることもある。
沈香（じんこう）
ジンチョウゲ科の広葉樹。材木ではなく香木として使われてきた。中でも良質なものは、「伽羅（きゃら）」と呼ばれ珍重される。
屋久杉（やくすぎ）
スギ科の針葉樹。屋久島に自生する樹齢1000年以上の杉の総称。幹が太いため大きな一枚板が取れる。現在、天然の屋久杉は伐採が禁止されている。

## 使用例
椅子
チーク、ウォールナット、マホガニー、ローズウッドなど。
ギター・ベース、ヴァイオリン、ヴィオラ、チェロ、コントラバス
マホガニー、トウヒ属、ローズウッド、メイプル、黒檀など。
建築
総檜造りの木造建築は、最高とされる。また、檜は、水に強いため風呂桶にも使われる。数寄屋造には、木曽五木で知られるネズコが使われ、床柱には、黒柿、南天など、杢の美しい観賞用の優れた銘木が使われる。
テーブルの天板
屋久杉など大きな一枚板がとれる大径木（だいけいぼく）がテーブルに使われる。杢が美しく、亀裂が少なく、厚く、幅の有る物ほど高級である。とくに、耳付きの物が好まれる。亀裂部分は、チギリなどで補強し使用される。
釣り竿
スネークウッドなど。
茶道具
唐木、黒柿など。茶合（ちゃごう）、茶托（ちゃたく）、盆、薄茶器（うすちゃき）などに使われる。
碁笥（ごけ）
桑、唐木、黒柿など。
ナイフのハンドル
広葉樹のほぼ全ての銘木が使われる。特に杢が美しく硬質な物が好まれる。
木刀
赤樫、本赤樫、白樫、イスノキ、ビワ、鉄木、タガヤサン、黒檀
ブラシの柄
タガヤサン
箸
南天、唐木、檜など。
銃床
ウォールナット、オニグルミなど。
万年筆
黒檀など。万年筆の胴部分に使う銘木は、薄い筒状に加工するため、かなりの強度が必要になる。そのため合成樹脂を染み込ませるなど、補強処理された物が多い。